# De-Phazz
De-Phazz venne fondato da Pit Baumgartner nel 1997. Il primo album, Detunized Gravity, risale al 1998  e si avvalse della partecipazione delle vocalist Karl Frierson, Barbara Lahr e Susan Horn, con la presenza anche del trombonista Otto Engelhard, che parteciparà a molti dei lavori successivi  della band. Il progetto De-Phazz, considerato tra i più innovativi in ambito europeo, consiste nella realizzazione di brani musicali caratterizzati da una timbrica ricercata, in cui trovano ampio spazio percussioni, contrappunti e intrecci vocali, interventi strumentali che offrono un variegato cocktail musicale (non mancano tocchi vintage) comunque facilmente assimilabile. Si tratta di una forma di nu-jazz calda e di facile ascolto, dove abbondano le influenze pop e  trip-hop. Come porta d'ingresso al jazz elettronico, la band presenta una fusione di stili come soul, disco, drum & bass, dance, musica latina, jazz, ecc.
Leader e "mente" del progetto è Pit Baumgartner, un produttore tedesco che ha cambiato la formazione degli artisti per ogni nuovo album. Alcuni membri stabili sono Barbara Lahr, Karl Frierson e Pat Appleton.
La band ha pubblicato dischi per le etichette discografiche Mole Listening Pearls e Universal Jazz Germany, oltre a uscite di singoli su Edel Records e United Recordings, e remixa anche materiale glà esistente.

## Discografia
Album
- 1998 - Detunized Gravity (Most Listening Pearls)
- 1999 - Godsdog (Most Listening Pearls)
- 2001 - Death By Chocolate (Most Listening Pearls)
- 2002 - Plastic Love Memory (Most Listening Pearls)
- 2002 - Daily Lama (Phazz-a-delic)
- 2005 - Natural Fake (Universal)
- 2007 - Days Of Twang (Phazz-a-delic)
- 2009 - De Pazza & The Radio BigbandFrankfurt - BigMusic To Unpack Your Christmas Present (Phazz-a-delic)
- 2012 - Audio Elastique (Phazz-a-delic)
- 2013 - Naive (Acoustic Flavored) (Союз)
- 2016 - Prankster Bride  (Phazz-a-delic)
- 2016 - Private (Edel)
- 2018 - Black White Mono  (Phazz-a-delic, ALIVE)
- 2018 - Bert Kaempfert Meets De-Phazz - Strangers In Dub (Silver Spot Records)
- 2019 - De-Phazz & STÜBAphilharmonie - De Capo (Phazz-A-Delic)
- 2020 - Music To Unpack Your Christmas Present (Phazz-a-delic)
- 2022 - Jelly Banquet (Phazz-a-delic)
- 2024 - Pit Sounds (Phazz-a-delic)